# ルイ・テナール

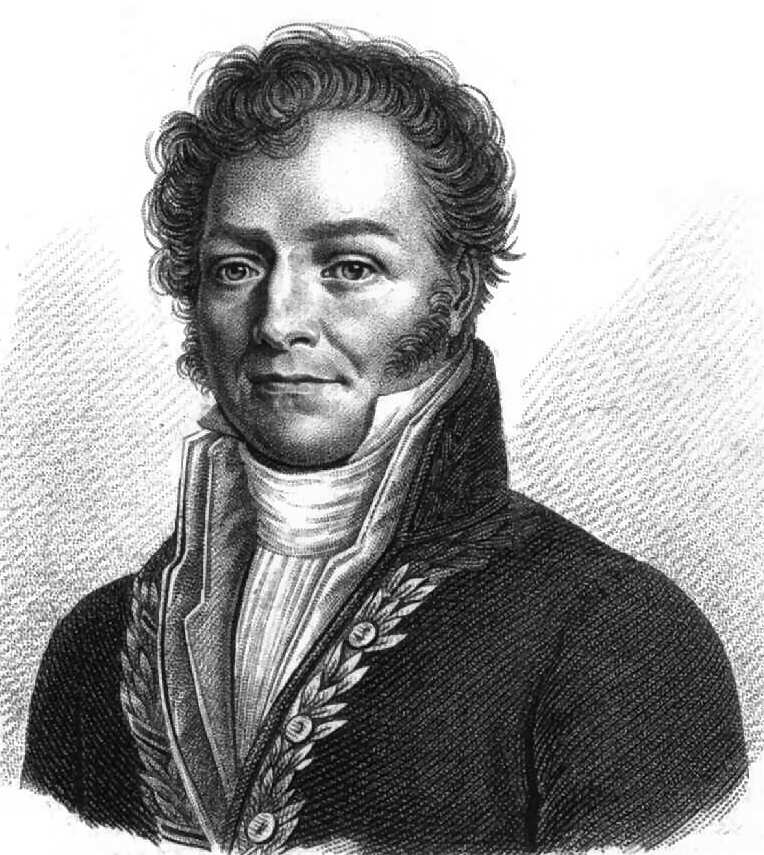
ルイ・テナール

ルイ・ジャック・テナール（Louis Jacques Thénard、1777年5月4日 - 1857年6月21日）はフランスの化学者である。1800年代の始め、ゲイ=リュサックと共にホウ素の発見、単離を行った。

## 生涯
貧しい家にうまれたが、薬学の勉強のためにパリにでた。アントニー・フルクロアとルイ・ボークランの講義に参加し、ボークランの実験室で職を得ることができた。化学の技術の上達がはやかったので、1797年には化学の教師になり、1798年には、エコール・ポリテクニークの助手となった。すぐにゲイ=リュサックと親友になり、共同研究をおこなうようになった。教師として有能で、すぐれた教科書を執筆した。1804年からコレージュ・ド・フランスの教授を務め、1810年からエコール・ポリテクニークで化学の主任教授を務めた。1825年、シャルル10世からバロンの称号を得た。
業績については以下のものがある。
- 1802年、顔料のコバルト・ブルー（アルミン酸コバルト）を発明した。発明者の名からテナール・ブルーとも呼ばれる。もっとも早く合成された顔料のひとつである。
- 1808年、ゲイ=リュサックと共にホウ酸からホウ素を単離した。ハンフリー・デービーも同じく単離に成功しているが発表はテナールらのほうがわずか9日ほど早かった。